# Henricus Schütz
Henricus Schütz, döpt 18 november 1647 i Stockholm, död 2 september 1693 i Uppsala, var en svensk präst, professor och bibliotekarie, rektor för Uppsala universitet.

## Biografi
Henricus Schütz var son till grosshandlaren Hans Ludvig Schütz och hans hustru Anna Döpken. Det var moderns andra äktenskap. Fadern drev Skultuna Messingsbruk, men avled när Henricus Schütz var ung. Modern gifte då om sig med Erik Gabrielsson Emporagrius som vid tidpunkten var hovpredikant och som senare skulle bli biskop. Vid det laget var emellertid Henricus Schütz redan student. Han inskrevs 1656 vid Uppsala universitet, blev filosofie magister 1672 och begav sig sedan på peregrination. Han blev teologie licentiat vid universitetet i Tübingen 1677, återvände till Sverige där han i Uppsala 1678 utsågs till extra ordinarie teologie professor samt kyrkoherde i Gamla Uppsala varför han prästvigdes. 
År 1681 gifte han sig med änkan efter professor Georgius Berelius, Maria Stigzelia Lilljemarck, som var dotter till ärkebiskop  Laurentius Stigzelius och Kristina Bure från Bureätten. Samma år utsågs han till ordinarie teologie professor, och nästföljande år blev han universitetsbibliotekarie. Hans hustru Maria Liljemarck avled i barnsäng 1683, och han gifte året därpå om sig med Maria Mackeij, som var änka efter professor Jonas Fornelius, och Schütz var samma år rektor för universitetet. 
Schütz representerade universitetet (prästståndet) vid riksdagen 1686, blev 1687 andre teologie professor, och 1692 förste teologie professor och därmed även domprost i Uppsala. Året därefter promoverades han till teologie doktor sedan han utnämnts till detta såväl i Uppsala som Tübingen. Schütz avled dock samma år.
Schütz beskrivs som en av de mest grälsjuka personerna i Uppsalas historia. Han deltog i den cartesianska striden mot Johannes Bilberg, och var illa omtyckt av universitetskansler Magnus Gabriel De la Gardie. Varken Sten Lindroth eller Claes Annerstedt har mycket positivt att säga om Schütz. På sin tid stod han på god fot med kung Karl XI, vilket Annerstedt antar vara skälet till att han kunde skaffa nya lokaler åt biblioteket genom att låta rusta upp lokaler i Gustavianum och något utöka beståndet. Olof Rudbeck fick erfara Schütz omtalade bitskhet med kritik för hur han skött ekonomin.